# Trichohippopsis unicolor
Trichohippopsis unicolor là một loài bọ cánh cứng trong họ Cerambycidae.